# Love of My Life
Love of My Life är en låt av Queen, skriven av Freddie Mercury. Mercury berättade aldrig officiellt vem sångens musa var; i en intervju sade han att det inte finns någon koppling mellan musiken och hans liv. "Love of My Life,' for instance, I simply made up. There’s nothing personal about it."
Låten finns med på Queens fjärde album A Night at the Opera, utgivet 1975.